# Большой Талдыколь (озеро, Костанайская область)
Большой Талдыколь (каз. Үлкен Талдыкөл) — озеро в Карабалыкском районе Костанайской области Казахстана. Находится в 9 км к юго-востоку от села Кособа (бывший совхоз Карабалыкский).
По данным топографической съёмки, площадь поверхности озера составляет 4,22 км². Наибольшая длина озера — 2,9 км, наибольшая ширина — 2,1 км. Длина береговой линии составляет 8 км, развитие береговой линии — 1,09. Озеро расположено на высоте 213,3 м над уровнем моря.